# Gornje Cerovo
Gornje Cerovo este o localitate din comuna Brda, Slovenia, cu o populație de 278 de locuitori.